# Fővám tér
Fővám tér, doslova Celniční náměstí je náměstí v hlavním městě Maďarska, Budapešti. Stojí na pešťské straně města, při mostu svobody a velké tržnici.
Do roku 1989 se jmenovalo Dimitrovovo náměstí (maďarsky Dimitrov tér). Náměstí je rušnou dopravní křižovatkou; vedou tudy koleje tramvají a pod ním také metra. Je zde i stanice metra stejného názvu.